# Milan Svoboda (Jazzmusiker)

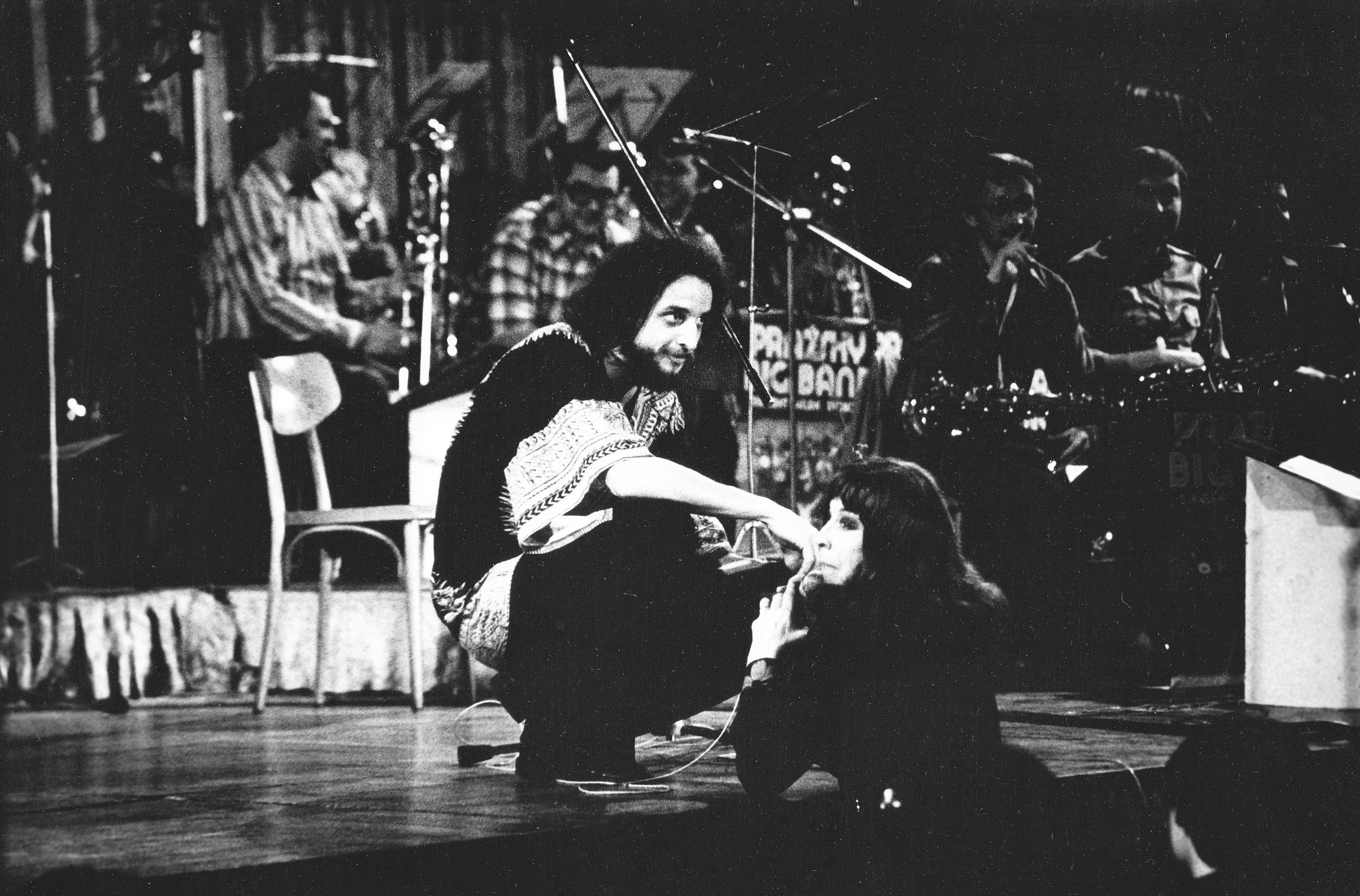
Milan Svoboda mit Eva Olmerová im Lucerna-Palast, 1979

Milan Svoboda (* 10. Dezember 1951 in Prag) ist ein tschechischer Jazzmusiker (Pianist, Bigband-Leader) und Komponist.

## Leben und Wirken
Svoboda wuchs in einer musikalischen Familie auf; seine Mutter ist Musikwissenschaftlerin; Jiří Stivín ist sein Cousin. Er absolvierte zunächst eine Orgelausbildung am Prager Konservatorium, wo Karel Velebný ihn auch mit dem Jazz vertraut machte. Danach studierte er Musik an der Karls-Universität Prag und Komposition an der Akademie der musischen Künste in Prag und 1984 für acht Monate am Berklee College of Music. 1974 gründete er das Prague Amateur Jazz Orchestra, aus dem die Prague Big Band hervorging, die sich an den von Don Ellis entdeckten Möglichkeiten des Bigband-Sounds orientierte, international Anerkennung fand und mit Eva Olmerová arbeitete. 1979 gründete er sein Quartett, das auf Tourneen teilweise auch durch Tony Lakatos oder Sigi Finkel ergänzt wurde.
Als Dirigent und Arrangeur leitete er ab 1985 eine gemischte tschechisch-polnische Big Band, die mit herausragenden Solisten aus beiden Ländern besetzt war. Mit seinem 1988 gegründeten Contraband Jazz Orchestra feierte er Erfolge auf zahlreichen Festivals (erste Preise in Karlsbad und Dortmund).
Svoboda gastierte mit seinen Big Bands, seinem Quartett und als Solist in ganz Europa und spielte zahlreiche Alben ein. Er komponierte die Musicals Foam of the Days (basierend auf dem Roman von Boris Vian, 1994) und Christmas-Comedy-Musical und schrieb Ballett- und zahlreiche Theatermusiken. Auch verfasste er Musik für Filme von Samuel Fuller (Day of Reckoning, 1990) und Karel Kachyňa (The Last Butterfly, 1991). Er komponierte klassische Orchesterwerke wie ein Concerto Grosso für Violine, Klavier und Streichorchester und ein Doppelkonzert für Klavier, Violine und Streichorchester. Des Weiteren wirkte er an großen Musicalproduktionen mit, etwa der Prager Inszenierung von „Les Miserables“.
Svoboda ist Professor für Komposition und Jazzharmonie am Jaroslav-Ježek-Konservatorium in Prag und leitet dessen Jazz Orchestra. Seit 2006 ist er außerdem Dirigent und künstlerischer Leiter des neu formierten Rudolfinum Jazz Orchester, das aus Mitgliedern der Tschechischen Philharmonie und führenden Jazzsolisten besteht.

## Diskographische Hinweise
- Poste restante
- Keep It Up
- Foam of the Days
- Family
- Contraband Goes to Town
- Jazz at the Castle
- Sunday Session